# 林泉高致集
《林泉高致》為北宋畫家郭熙之子郭思收集其父的繪畫理論，以及關於郭熙的一些事蹟，集結成書。相當程度可以視做郭熙本人的畫論。
本書一共分為十章。